# Produs de dezintegrare
Un produs de dezintegrare (cunoscut și ca radioizotop fiică) este o specie nucleară formată în urma dezintegrării radioactive a unui radioizotop (numit uneori radioizotop părinte). 
De exemplu, pentru reacția de dezintegrare alfa: 
{\displaystyle {}^{2}{}_{92}^{38}{\hbox{U}}\;\to \;{}^{2}{}_{90}^{34}{\hbox{Th}}\;+\;{}_{2}^{4}{\hbox{He}}^{2+}}
234Th reprezintă produsul de dezintegrare alfa al uraniului. Fiind instabil, acesta se dezintegrează la rândul său, fiind părintele 234mPa, în cadrul unei serii (familii) de dezintegrare. 
În cazul particular al reacției de fisiune nucleară, fragmentele formate în urma fisiunii se numesc produși (fragmente) de fisiune.  